# Manuela Reichart
Manuela Reichart (geboren 1953 in Düsseldorf) ist eine deutsche Moderatorin und Autorin.

## Leben
Manuela Reichart wuchs in Berlin auf. Nach einem Literaturstudium und ersten beruflichen Erfahrungen in der Presse arbeitete sie für den Hörfunk und das Fernsehen und war unter anderem von Juni 1984 bis Februar 1990 eine der Moderatorinnen des ZDF-Kulturmagazins aspekte. Sie moderierte elf Jahre lang die TV-Büchersendung im WDR, dort war sie auch tätig für die Filmredaktion. Inzwischen moderiert sie Gutenbergs Welt auf WDR 3, die Matinee auf SWR 2 und die Sendung Zeitpunkte im rbb Kulturradio.   
Sie ist Autorin für WDR, Deutschlandradio, Hessischer Rundfunk und SWR.  
Reichart schreibt Literaturkritiken für Druckerzeugnisse und vor allem für den Hörfunk: Deutschlandradio Kultur, WDR und rbb Kulturradio. Sie ist als Herausgeberin und Autorin von Büchern tätig. 2008 führte sie Regie beim Dokumentarfilm Thälmann nimmt dir deinen Ball weg. Sie ist Mitgründerin des PEN Berlin.
Sie hat mit Botho Strauß einen Sohn, den Autor Simon Strauß.

## Schriften
- (Hrsg. mit Norbert Grob): Ray. Wissenschaftsverlag Volker Spiess, Berlin 1989
- Schwarze Katze zweimal übern Weg. In: Jürgen Felix (Hrsg.): Die Wiederholung: Thomas Koebner zum 60. Schüren Verlag, Marburg 2001, S. 609 ff
- (Hrsg.): "Cocktails". Nicolaische Verlagsbuchhandlung, Berlin 2003
- (Hrsg.): Jahre sind nur Kleider. Geschichten vom Älterwerden. Edition Ebersbach, Berlin 2004
- (Hrsg.): Ludwig Homann. Ein deutsches Leben. Zwei Romane. Haffmans bei Zweitausendeins, Frankfurt am Main 2004
- (Hrsg.): Das gefährliche Alter: Tagebuchaufzeichnungen und Briefe einer vierzigjährigen Frau v. Karin Michaëlis ; mit einem Nachwort von Manuela Reichart, Frankfurt, 2005
- Ein Kameragesicht. In: Romy Schneider, Film-Konzepte, Heft 13, 2009, S. 10–25
- (Hrsg.): Bier. Eichborn, Frankfurt am Main 2009
- (Hrsg.): Doch uns schlug kein Gewissen: die schönsten Seitensprünge von Boccaccio bis Ringelnatz. Fischer Taschenbuchverlag, Frankfurt am Main 2011
- Zehn Minuten und ein ganzes Leben. S. Fischer, Frankfurt am Main 2012, ISBN 978-3-100-63604-1.
- Schon wieder Verspätung! Reisebekanntschaften. Dörlemann Verlag, Zürich 2015, ISBN 978-3-038-20020-8.
- (Hrsg.): Taschenliebe. btb, München 2017
- Beziehungsweise. Dörlemann Verlag, Zürich 2017, ISBN 978-3-038-20039-0.